# Adrian Bernhard von Borcke
Adrian Bernhard von Borcke, auch der Pommernmarschall genannt, (* 21. Juli 1668 in Döberitz bei Regenwalde in Hinterpommern; † 25. Mai 1741 in Berlin) war ein preußischer Generalfeldmarschall und Minister. Er gehörte zu den engsten Vertrauten des preußischen Königs Friedrich Wilhelm I.

## Leben

### Herkunft und Jugend
Adrian Bernhard von Borcke stammt aus der alten pommerschen Adelsfamilie Borcke. Er wurde am 21. Juli 1668 in Döberitz bei Regenwalde geboren. Sein Vater Andreas von Borcke (1646–1675), kurfürstlich-brandenburgischer Kornett und Herr auf Regenwalde, Stargordt und Döberitz, starb bereits früh. Seine Mutter war Benigna Maria von Wedel († 1690) aus dem Hause Schwerin.
Borcke besuchte 1683 bis 1686 das Gymnasium in Neustettin. 1686 ging er für zwei Jahre an die Brandenburgische Universität Frankfurt und von dort mit seinem Freund Jakob Heinrich von Flemming, dem späteren jüngeren Feldmarschall, an die Universität Leipzig.
Es schloss sich eine zweijährige Kavaliersreise durch Italien und Frankreich an. Als 1690 seine Mutter starb, kehrte er zunächst nach Hause zurück.

### Offizier unter Friedrich I.
Borcke entschloss sich, Offizier zu werden. Im Juni 1690  ging er daher nach Brabant, wo gerade der Koalitionskrieg gegen Ludwig XIV. tobte. Der Generalfeldmarschall von Flemming, der Vater seines Studienfreundes, empfahl ihn an den General von Spaen, der den jungen Mann als Adjutant nahm. Sieben Jahre lang nahm er an den Gefechten und Belagerungen während des Pfälzer Kriegs in Flandern teil. Schon 1691 ernannte ihn Kurfürst Friedrich III. von Brandenburg zum Kapitain und Kompaniechef im Regiment Holstein. Seine Kompanie lag in Namur, das bald nach seiner Ankunft von den Franzosen belagert und eingenommen wurde. Borcke zeichnete sich aber bei dem Rückzug aus der Festung aus. 1694 befahl ihm Generalfeldmarschall von Flemming in seinen Stab, beförderte ihn zum Major und ernannte ihn zu seinem Generaladjutanten. Als Oberstleutnant und Chef seines Regiments nahm er bis zum Ende an dem Feldzug teil.
1701 nahm er an den Krönungsfeierlichkeiten in Königsberg teil, mit denen das neue Königreich Preußen begründet wurde. Auf Wunsch des Kronprinzen Friedrich Wilhelm, mit dem er schon seit jenen Tagen befreundet war, übernahm er 1704 als Oberst und Kommandeur das Regiment Kronprinz.
Die nächsten Jahre verbrachte Borcke im Spanischen Erbfolgekrieg. In den Niederlanden kämpfte er mit wechselndem Kriegsglück, wurde verwundet, gefangen genommen, ausgetauscht und 1709 zum Generalmajor befördert. Mit dem Alten Dessauer erstürmte er im Handstreich die Festung Moers. Borcke selbst berichtet darüber:
„Wir traten unseren Marsch aus Aachen an und die Sache glückte uns, so das wir den Ort des Nachts überstiegen. Der Fürst tat mir die Ehre zu versichern, daß meine Assistenz ihm nicht unnützlich gewesen wäre. Er ging nach Berlin, war wegen selbiger Sache Feldmarschall, an mich ward nicht mehr gedacht. So geht’s zu.“

### Vertrauter von Friedrich Wilhelm I.
Beim Regierungsantritt König Friedrich Wilhelms I. 1713 begab sich Borcke nach Wusterhausen zur Huldigung und erhielt das neu errichtete Regiment Nr. 22 sowie die Anwartschaft auf den Posten des Gouverneurs in Stettin. An der Erneuerung und dem Ausbau der im Nordischen Krieg schwer zerstörten Stadt hat er sich lange Jahre sehr verdient gemacht. Dafür erhielt er vom König den Schwarzen Adlerorden. Unter Borckes Führung wurden auch kurzzeitig Stralsund und die Insel Rügen den Schweden entrissen. Er wurde zum Generalleutnant ernannt und für zwei Jahre nach Wien als preußischer Gesandter an den deutschen Kaiserhof entsandt.
1722 erhielt er den Auftrag, die Stadtkämmereien in Pommern einzurichten, und als Belohnung für seine Gewissenhaftigkeit bei der Beamtenreform erhielt Borcke die Berufung in den geheimen Staatsrat nach Berlin. Aber nicht nur zu den geheimen Staatsgeschäften, sondern auch in den persönlichen Angelegenheiten des königlichen Hauses und seiner Familie wünschte der König seine Meinung. So wurde er auch oft unfreiwillig Zeuge im Kampf zwischen Vater und Sohn und in der Auseinandersetzung um die Orientierung der preußischen Außenpolitik im Kreise der königlichen Familie. In seinen Erinnerungen schreibt er dazu:
„Ich in der königlichen Familie selbst viel Diffikultät (Schwierigkeit) funden, ich viel ausgestanden, dennoch ich mich so geschlossen (verschwiegen) halten mußte.“
König Friedrich Wilhelm I. fühlte sich immer stärker zu ihm hingezogen, zumal Borcke allmählich dieselbe drastische Ausdrucksweise wie sein Herr angenommen hatte. So meldete er einmal aus Stettin:
„Seiner königlichen Majestät berichte ich alleruntertänigst, daß der Leutnant Hoym meines unterhabenen Regiments sich endlich in Brandtwein tot gesoffen habe.“
Als Minister Heinrich Rüdiger von Ilgen 1728 starb, machte Friedrich Wilhelm I. Borcke zu seinem Staats- und Kabinettsminister mit der Zuständigkeit für die Auswärtigen Angelegenheiten. Am 16. Juli 1737 ernannte ihn sein König und Freund zum Generalfeldmarschall.

### Unter Friedrich II.
König Friedrich II. beließ bei seinem Regierungsantritt 1740 Borcke in seinem Amt als Minister. Am 24. Juni 1740 besuchte Friedrich II. sogar persönlich Borcke und erhob ihn in den Grafenstand. Noch im Oktober 1740 sandte Friedrich II. Borcke auf eine diplomatische Mission nach Hannover zum britischen König Georg II. Doch nach Borckes Rückkehr aus Hannover schwanden seine Kräfte.
Am 25. Mai 1741 starb Adrian Bernhard Graf von Borcke im Alter von 72 Jahren in Berlin. Er wurde in der Berliner Garnisonkirche bestattet. Nach Zerstörung der Garnisonkirche durch einen Bombentreffer am 23. November 1943 wurden die unzerstörten Grüfte mehrfach geplündert. Die Überreste der dort beigesetzten etwa 200 Personen wurden 1949 in 47 Särgen zusammengefasst und im Garnisongrab auf dem Südwestkirchhof Stahnsdorf im Block Epiphanien, Feld 1a umgebettet.

### Erster Schlossherr auf Stargordt

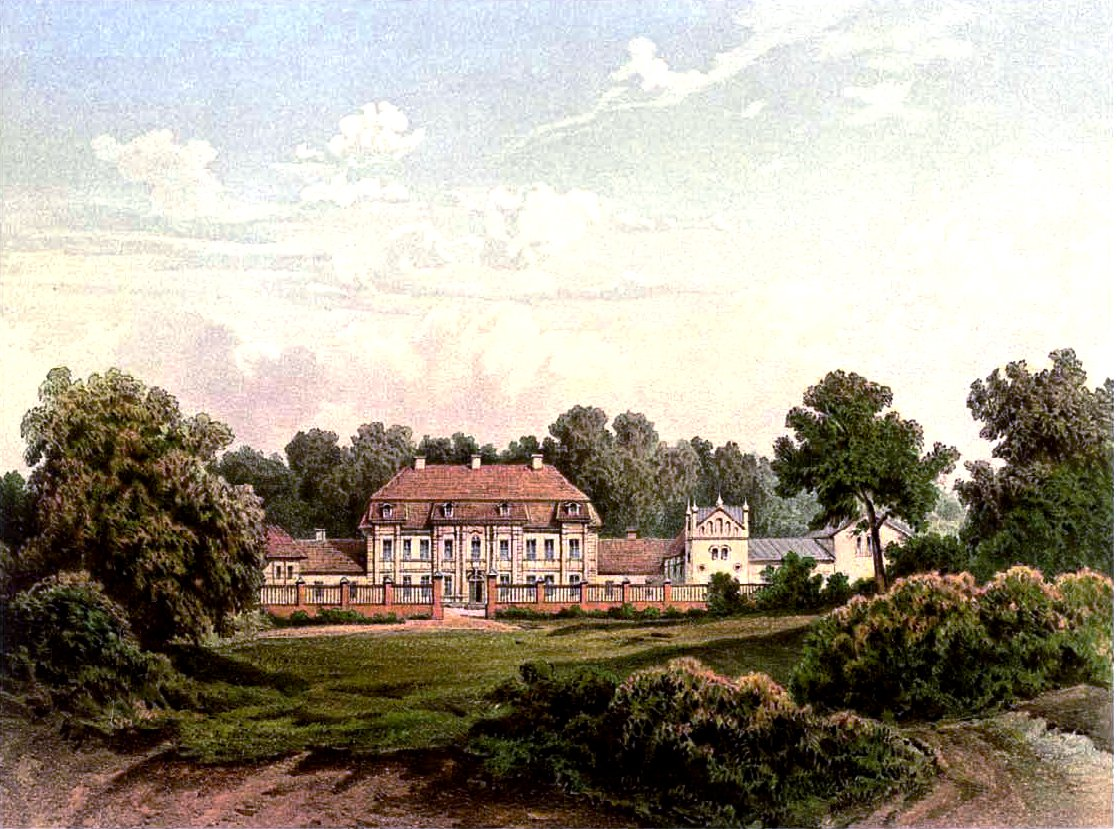
Schloss Stargord um 1860, Sammlung Alexander Duncker

Von 1717 bis 1721 erbaute Borcke sich auf seinem Besitz in Stargordt bei Regenwalde ein Schloss im Stil des norddeutschen Barock. Das Schloss blieb im Besitz der Familie, wurde 1860 umgebaut und 1945 durch die einrückende Rote Armee abgebrannt.

### Ehe und Familie
1699 heiratete Borcke Antoinette Hedwig von Hallard-Elliot, die Tochter des preußischen Generals Heinrich Hallard genannt Elliot (1620–1681). Mit ihr hatte er drei Söhne und sieben Töchter, von denen ihn aber nur zwei Söhne und zwei Töchter überlebten. Seine Tochter
- Sophia Hedwig (* 27. März 1700; † 4. Dezember 1721) ⚭ 1720 Karl von Tettau († 10. März 1723)
- Maria Auguste (5. November 1702; † 30. August 1730) ⚭ 1729 Friedrich Wilhelm von Borcke (1693–1769), preußischer Minister
- Antoinette (18. Januar 1704; † 16. Juni 1729) ⚭ 1727 Carl Ludolph von Danckelmann (1699–1764), preußischer Minister
- Frederike Charlotte (* 23. Juni 1705) ⚭ 1733 Friedrich Ernst Bernhard Finck von Finckenstein (* 8. Februar 1694; † 8. September 1750), Amtsmann von Barthen und Erbherr auf Dublin.[1]
- Henriette Bernhardine (1706–1709)
- Dorothea Luise (* 14. Oktober 1707; † 22. Juli 1725)
- Margarete Helene Bernhardine (17. Oktober 1712; † 21. April 1762) ⚭ 1732 Friedrich Wilhelm von Borcke (1693–1769), preußischer Minister
- Friedrich Wilhelm (1713–1742)
- Heinrich Adrian (* 4. April 1715; † 17. April 1788) ⚭ 1743 Helene Wilhelmine Henriette von Brand
- Ludwig Christian (1722–1723)

Borckes Erbe war zunächst sein ältester Sohn Friedrich Wilhelm, nach dessen Tod 1742 dann Borckes nächstfolgender Sohn Heinrich Adrian (1715–1788), preußischer General und Nationalökonom.